# Pi3 Orionis
Pi3 Orionis (π3 Ori / π3 Orionis), chiamata anche Tabit, è una stella nana appartenente alla sequenza principale, posta alla distanza di 26,2 anni luce dal Sistema solare, in direzione della costellazione di Orione, a sud-est di Aldebaran. π3 Orionis è la stella più luminosa dell'asterismo dello scudo di Orione.
Appartenente alla classe spettrale F6-V, è paragonabile a stelle come Procione. La sua massa ed il suo diametro sono pari a circa 1,3 volte quelli del Sole, mentre la sua luminosità è tre volte maggiore. La metallicità della stella (in base ai valori di abbondanza del ferro) può variare tra il 20% ed il 151% di quella del Sole.
È stata osservata una periodicità nella luminosità di π3 Orionis di 73,26 giorni, collegabile con maggiore probabilità all'esistenza di una stella compagna, piuttosto che a quella di un pianeta in orbita stretta.
Era già stato ipotizzato che π3 Orionis formasse un sistema binario insieme ad un'altra stella e successive misurazioni avevano suggerito che potesse trattarsi di una compagna di tipo ottico, non legata cioè ad essa da alcun legame gravitazionale ed in realtà molto più distante.
Ad oggi non è stato rilevato alcun oggetto substellare in orbita attorno a π3 Orionis. La stella è stata osservata nel corso del programma per la ricerca di pianeti extrasolari dell'osservatorio McDonald (McDonald Observatory Planet Search Program). I ricercatori hanno stabilito dei limiti di massa e di distanza per un eventuale pianeta in orbita attorno alla stella. Secondo loro, tali pianeti dovrebbero avere una massa compresa tra 0,84 e 46,7 masse gioviane e dovrebbero orbitare ad una distanza media dalla stella compresa tra 0,05 e 5,2 UA.

## Curiosità
- È il sistema di Kazorot, una dei pianeti in cui è ambientato il videogioco Saigo No Hoshi.